# Конрад Коринтський
Святий Конрад (нар. у м. Коринт, Греція — пом. у † 258 році) — ранньо-християнський мученик, за фахом був лікарем.
Конрад був сином грецьких християн з міста Коринта. Народився він у лісовій пущі, де його мати переховувалася від імператора Декія, гонителя християн. Оповідали, що після смерті матері малого Конрада годував сам Бог небесною поживою, а одежа росла чудесно разом з ним. Юнаком Конрад повернувся до міста, де почав вивчати медицину.
Конрад мав п'ятьох учнів, котрих звали:
- Кипріян
- Денис
- Анект
- Павло
- Крискент

Всі вони були ув'язнені. Конрад сміливо визнав свою віру в Христа. За це його почали бичувати, а Кипріяна в той час марно намовляли до відступництва. Конрада і учнів кинули на поживу диким звірам, які навіть їх не торкнулися. Потім відрубали їм голови 258 року. На місці, де була пролита мученицька кров, витекла чудесним способом джерельна вода.
- Пам'ять — 22 березня

## Джерело
- Рубрика Покуття. Календар і життя святих.[недоступне посилання з липня 2019] (дозвіл отримано 9.01.2007)